# Diamantgraf

Diamantgrafen.

Inom det matematiska området grafteori är en diamantgraf en planär oriktad graf med fyra noder och fem kanter. Den utgörs av den kompletta grafen K4 minus en kant.
Diamantgrafen har radien 1, diametern 2, kromatiskt tal 3 och kantkromatiskt tal 3. Den är också en 2-hörnsammanhängande och 2-kantsammanhängande graciös Hamiltongraf. Den är också en tändsticksgraf.